# Marguerite de Clisson
Marguerite de Clisson, född 1372, död 1441, var en fransk adelskvinna. Hon är främst känd för att hon år 1420 lät kidnappa hertig Johan VI av Bretagne som ledare för adelsfraktionen Penthièvre, i sin livslånga ambition att placera sina söner på den bretonska hertigtronen.